# 락스미스
락스미스(Rocksmith) 는 유비소프트에서 개발하고 2011년 10월 북미에서 발매된 엑스박스 360 및 플레이스테이션 3 플랫폼의 리듬게임이다. 2012년 9월 호주 및 유럽에서 발매되고 같은 해 10월 일본에도 발매되었다.  이후 윈도우 버전도 10월 12일에 발매되었다. 미발매된 프로젝트 '기타 라이징'의 기술을 기반으로 한 이 게임은 실제 일렉 기타를 이용해 플레이 할 수 있도록 된 특징이 있다.
2012년 8월 14일에는 베이스 기타로 플레이 할 수 있도록 적용되었고 같은 해 8월 16일에는 추가 기능과 베이스 기타 적용본과 통합된 확장판이 배포되었다.

## 평가
| 평가                                                                                      |                                        |
| ----------------------------------------------------------------------------------------- | -------------------------------------- |
| 통합 점수 통합사 점수 메타크리틱 (PS3) 80/100 [ 2 ] (PC) 78/100 [ 3 ] (X360) 77/100 [ 4 ] |                                        |
| 통합 점수                                                                                 |                                        |
| 통합사                                                                                    | 점수                                   |
| 메타크리틱                                                                                | (PS3) 80/100 (PC) 78/100 (X360) 77/100 |